# Melvin Bátiz
Melvin Leonel Jiménez Bátiz (San Pedro Sula, 7 de abril de 1989) es un futbolista hondureño. Juega como Volante y su equipo actual es el Dragón de la Primera División de El Salvador.

## Trayectoria
En 2009 inició su carrera profesional con el Yoro Fútbol Club de la Liga de Ascenso de Honduras. En 2013 fue cedido a préstamo al Real Sociedad, con el cual debutó en primera división el 20 de febrero en el triunfo a domicilio de 1-0 sobre Motagua. Para el próximo torneo retornó al Yoro Fútbol Club y permaneció allí durante un año y medio.
En el año 2015 fue fichado nuevamente por el Real Sociedad, con el cual anotó su primer gol en primera división el 12 de abril en la goleada 3-0 por sobre el Honduras Progreso. Anotó el gol que le dio a Real Sociedad la clasificación a la liguilla del Clausura 2015.

## Clubes
| Club          | País        | Año             |
| ------------- | ----------- | --------------- |
| Yoro F.C.     | Honduras    | 2009 - 2012     |
| Real Sociedad | Honduras    | 2013            |
| Yoro F.C.     | Honduras    | 2013 - 2014     |
| Real Sociedad | Honduras    | 2015 - 2016     |
| Tela F.C.     | Honduras    | 2016            |
| Dragón        | El Salvador | 2017 - Presente |

## Palmarés

### Campeonatos nacionales
| Título               | Club      | País     | Año  |
| -------------------- | --------- | -------- | ---- |
| Apertura del Ascenso | Yoro F.C. | Honduras | 2010 |